# Über Deutschland

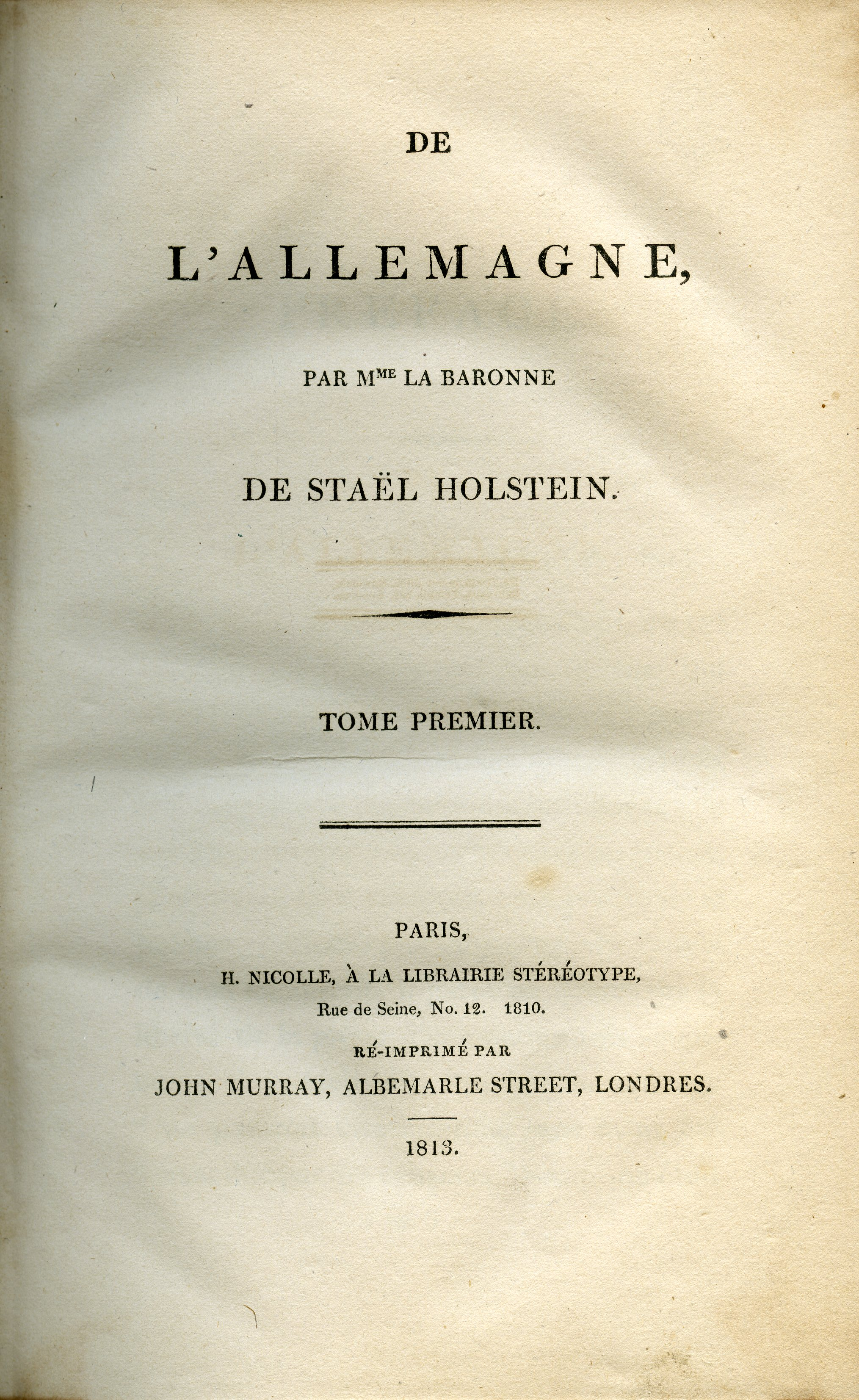
De l’Allemagne (London, 1813)

Über Deutschland (De l’Allemagne) ist ein Buch der französischen Autorin Anne Louise Germaine de Staël (1766–1817), in dem sie die deutsche und die französische Kultur miteinander in Beziehung setzt. Es hatte großen Einfluss auf das Bild der französischen Öffentlichkeit von den deutschsprachigen Nachbarstaaten.

## Entstehungsbedingungen
Germaine de Staël führte in Paris einen literarischen Salon, der großen Einfluss in der napoleonischen Zeit ausübte. Nachdem Napoleon Bonaparte sie aus der Hauptstadt verbannt hatte, unternahm sie 1803/1804 und später 1807/1808 winterliche Reisen nach Deutschland und Österreich. Sie sprach kaum Deutsch, hatte aber in Benjamin Constant einen sprachkundigen Begleiter. Sie begegnete in Weimar, Berlin und auch in Wien zahlreichen bedeutenden Schriftstellern und Wissenschaftlern.

## Gliederung
Das Werk hat vier Teile: Im ersten Teil Über Deutschland und die Sitten der Deutschen behandelt sie allgemeine Eigenschaften der Süd- und Norddeutschen; im langen zweiten Teil stellt sie Literaten und ihre Werke ausführlich vor; es folgen zwei kurze Abrisse über Philosophie und Religion.

## Geschichte der Veröffentlichung
1810 lagen die Korrekturen der Zensur vor und die für damalige Verhältnisse ungewöhnlich hohe Erstauflage von 10.000 Stück wurde gedruckt.
Wegen der Germanophilie verfügte Napoleons Polizeiminister General Savary am 24. September 1810 die Vernichtung aller bereits gedruckten Exemplare samt Manuskript. Madame de Staël habe Frankreich kurzfristig zu verlassen.
Von ihrem Schloss Coppet in der Schweiz reiste sie im Mai 1812 ohne Erlaubnis über Österreich nach St. Petersburg und nach Napoleons Überfall auf Russland weiter ins neutrale Schweden. Im Frühjahr 1813 erreichte sie London. Mit den in Frankreich geretteten Korrekturfahnen wurden 1813 in London De l'Allemagne und die englische Übersetzung Germany gedruckt. Binnen weniger Wochen waren 70.000 Exemplare in ganz Europa verkauft.
Das Buch erschien so erst drei Jahre später und wenige Wochen vor Napoleons Niederlage in der Völkerschlacht bei Leipzig, 1814 in Deutschland und in der Folge in weiteren europäischen Ländern. Bis zum Ende des 19. Jahrhunderts erschienen alle drei bis vier Jahre weitere Auflagen.

## Rezeption

### In Frankreich
Die vergleichenden Aussagen des Buches wurden im 19. Jahrhundert häufig gelesen und zitiert, im 20. und 21. Jahrhundert aber selten rezipiert.
Germaine de Staël gelang es in Über Deutschland, die deutsche Literatur, besonders die der Weimarer Klassik, in Frankreich bekannt zu machen. Auch die deutsche Philosophie, so Immanuel Kant, Johann Gottlieb Fichte und Georg Wilhelm Friedrich Hegel wurden der französischen Leserschaft vorgestellt.

### In Deutschland und Österreich
Das Buch wurde im Allgemeinen als zu oberflächlich und zu subjektiv gewertet. Man warf ihr einerseits vor, dass sie aufgrund ihrer Deutsch-Unkenntnisse viele persönlich erlebte Situationen falsch einordnete. Andererseits, dass sie sich ein vorschnelles Urteil z. B. über die damalige Baukunst, Bildhauerei und Musik bildete, ohne die damals bekannten Künstler und ihre Werke zu besuchen. Einige bekannte Persönlichkeiten, die Madame de Staël kennenlernten, wie Friedrich Schiller, Johann Wolfgang von Goethe oder Wilhelm von Humboldt, sahen durchaus die Talente der Schriftstellerin, sprachen ihr aber eine gute Beobachtungsgabe ab.
Kritiker meinen, dass das Deutschlandbild von Germaine de Staël zu sehr aus der Sicht von August Wilhelm Schlegel geprägt wurde, der sie jahrelang begleitete.

## Das Bild der Madame de Staël über die Deutschen
Die Autorin stellt ihre Vorurteile dar und gibt ihre ersten Eindrücke wieder. So formuliert sie: „Eine eigentümliche Stille und Verschlossenheit“ von Mensch und Natur „presst einem anfangs das Herz zusammen.“ Überrascht ist sie, dass man sie, die in Paris berühmte Frau, in Frankfurt am Main nicht kennt. Sie umreißt die Situation und ihre selbstgestellte Aufgabe, ihren Landsleuten etwas über den östlichen Nachbarn zu vermitteln: „das geistige Deutschland ist in Frankreich nahezu unbekannt.“ Den französischen Chirurgen machte sie 1814 zum Vorwurf, dass sie der deutschen Literatur keine Gerechtigkeit widerfahren ließen, da nur wenige die deutsche Sprache verständen. Ohne Umschweife charakterisiert sie Deutschland als ein Gebiet, dessen „Natur nur wenig bietet“. Auch die Sprache erscheint ihr äußerst gewöhnungsbedürftig, da sie das Verb im Unterschied zum Französischen ans Ende setzt und den Hörer bei langen Sätzen lange im Unklaren lasse: „Der Sinn der deutschen Perioden [wird] oft erst am Ende klar.“
Sie bemängelt Menschenkenntnis bei ihren Gesprächspartnern: „In Frankreich studiert man die Menschen, in Deutschland die Bücher“, und kritisiert die Eigenschaft der Deutschen, sich ihr Verhalten von Obrigkeiten vorschreiben zu lassen. Die Autorin empfindet die Lebensweise der Deutschen als „Stubenhockerleben“. Positiv charakterisiert sie das gemeinsame Singen und Musizieren: „Beinahe alle verstehen sich auf Musik.“ Einen guten Eindruck hat de Staël von den deutschen Universitätsstädten: „jede Wissenschaft wird hier besser gepflegt als anderswo.“ Auch die „Liebe zur Einsamkeit“ und die Lust am Gebrauch von Titeln fallen ihr auf.

## Ausgaben
- Erstausgabe: De l’Allemagne par Mme la Baronne de Staël Holstein. 2 Bände. Nicolle, Paris 1810.
- 2. Auflage: John Murray, London 1813. G. Dufour, Amsterdam 1814. Zahlreiche weitere Ausgaben verschiedener Verlage in verschiedenen europäischen Ländern, darunter in Deutschland bei Hitzig und Brockhaus.
- Englische Übersetzung: Germany. John Murray, London 1814.
- Deutsche Übersetzung: Ueber Deutschland. Übersetzt von Friedrich Buchholz. Mäcken, Reutlingen 1815.
  - Neuausgabe: Über Deutschland. Vollständige und neu durchgesehene Fassung der deutschen Erstausgabe von 1814. Hrsg. und mit einem Nachwort versehen von Monika Bosse. Insel-Verlag, Frankfurt am Main 1985.
  - Aktuelle Ausgabe: Über Deutschland. Nach der Übersetzung von Robert Habs. Hrsg. und eingeleitet von Sigrid Metken. Reclam, Stuttgart 2013, ISBN 978-3-15-019092-0.